# Sacha Moldovan
Sacha Moldovan (Chișinău, 4 de novembro de 1901 — Nova York, 17 de maio de 1982) foi um pintor russo, naturalizado estadunidense, ligado ao pós-impressionismo.